# EPLP
『EPLP』（イーピーエルピー）は、1981年6月1日に発売されたRCサクセションのコンピレーション・アルバム。発売元はキティ・レコード。

## 解説
RCサクセション初のベスト・アルバム。内容は、エレキ化以降にシングル発売した楽曲（カップリング曲=当時のB面曲含む）を収録したシングル・コレクションとなっているが、オリジナル・アルバムにスタジオ収録バージョンが収められているのは「トランジスタ・ラジオ」「たとえばこんなラブソング」のみであることを考えると、オリジナル・アルバムと同列として扱ってもよいほどの貴重音源となっている。収録曲順は、前半（発売当時のA面）にシングル曲を発売年順に、後半（同B面）にカップリング曲を発売年順に並べている。

## 収録曲
1. わかってもらえるさ
（作詞：忌野清志郎、作曲：肝沢幅一[1]、編曲：RCサクセション）
  - シングル発売 - 1976年10月。RCサクセションとして仕事がほとんどなくなり、オリジナルメンバーの破廉ケンチがノイローゼ気味となってギターが弾けない状態となった「RC暗黒期」に出した唯一のシングル。ただしプロモーションもほとんど行われず、発売後間もなく廃盤となってしまっており、当アルバムに収録されるまで幻の曲となっていた。なお、破廉がギターが弾けない状況であったため、ギターはすべて忌野が弾いている。
2. ステップ!
（作詞・作曲：忌野清志郎[2]、編曲：椎名和夫）
  - シングル発売 - 1979年7月。RCサクセションが5人編成となり、ライブハウスで話題となり始めた頃の作品。ただしバンドの演奏力にまだ懐疑的であった事務所の意向で、忌野のボーカル以外、バックはすべてスタジオミュージシャンのテイクが使用されている。
3. 雨あがりの夜空に
（作詞・作曲：忌野清志郎・仲井戸麗市、編曲：RCサクセション・椎名和夫）
  - シングル発売 - 1980年1月。RCサクセション及び忌野ソロのステージに欠かせない一曲。チャボがリフとコード進行を考え、忌野がその他を担当。元々愛車の故障が出発点にはなっているものの下ネタとも取れる歌詞は当時の事務所の中で実際に交わされていた言葉に影響を受けたもの。
4. ボスしけてるぜ
（作詞・作曲：忌野清志郎、編曲：RCサクセション）
  - シングル発売 - 1980年5月。「少しだけでも給料を上げてくれ」と経営者へ懇願する内容の歌。その内容が中小企業経営者から敬遠され、銀座などの歓楽街の有線放送で放送禁止となる。
5. トランジスタ・ラジオ
（作詞・作曲：忌野清志郎・G1,238,471　編曲：RCサクセション）
  - シングル発売 - 1980年10月。M3と同じくロッククラシックとなっている曲。シングル・ミックス・バージョン。
6. よごれた顔でこんにちは
（作詞：忌野清志郎、作曲：肝沢幅一、編曲：RCサクセション）
  - 「わかってもらえるさ」のカップリング曲。同じくギターは忌野が弾いている。
7. 上を向いて歩こう
（作詞：永六輔、作曲：中村八大、編曲：椎名和夫）
  - 「ステップ!」のカップリング曲。全米でもヒットした坂本九の曲を、メロディーラインまで含めて大胆にロックンロールナンバーにアレンジ。ステージで披露する際は、「日本の有名なロックンロール!」という曲紹介が恒例となっていた。
8. 君が僕を知ってる
（作詞・作曲：忌野清志郎、編曲：RCサクセション・椎名和夫）
  - 「雨あがりの夜空に」のカップリング曲。RCサクセション活動休止以降、忌野と仲井戸が共演する際には二人の関係を象徴する曲として必ず演奏されていた。
9. キモちE
（作詞・作曲：忌野清志郎、編曲：RCサクセション）
  - 「ボスしけてるぜ」のカップリング曲。忌野曰く「ヘロインをやったときの気持ちを歌った」曲。理由もなく「ただ気持ちいい」状態となるのはまずいことなのだと逆説的にアンチ薬物依存を歌っている。
10. たとえばこんなラブソング
（作詞・作曲：忌野清志郎・小林和生、編曲：RCサクセション）
  - 「トランジスタ・ラジオ」のカップリング曲。ライブではアコースティックバージョンで演奏されることが多かった。

## メンバーおよびスタッフ
- RCサクセション
  - 忌野清志郎 - ボーカル、ギター
  - 小林和生[3] - ベース
  - 仲井戸麗市 - ギター、ボーカル
  - 新井田耕造 - ドラムス
  - G2 - キーボード
  - 小川銀次 - ギター [4]
- 生活向上委員会（梅津和時、片山広明、安田伸二、佐藤春樹） - ブラス [5]
- UTAN - ドラムス [6]
- 佐山雅弘 - キーボード [7]
- 上原裕 - ドラムス [8]
- 田中章弘 - ベース [8]
- 椎名和夫 - ギター [8]
- 今剛 - ギター [8]
- 安田裕美 - ギター [8]
- 難波弘之 - キーボード [8]
- 乾裕樹 - シンセサイザー [8]
- トマト - ストリングス [8]
- チャンピオンズ・セクション - ホーン [8]
- 中西康晴 - キーボード [9]
- 難波康晴 - シンセサイザー [9]
- 春日博文 - ギター [10]
- 茂木正三 - エンジニア [11]
- 大野進 - エンジニア [12]
- 伊藤昭夫 - エンジニア [13]
- 森川“フランシス”欣信 - ディレクター
- 前田一郎、RCサクセション - プロデュース
- 多賀英典、奥田義行 - エグゼクティブ・プロデューサー

## 主な文献
- 愛しあってるかい（JICC出版局 1981年）
- GOTTA!忌野清志郎（忌野清志郎伝、角川文庫、1988年）
- 遊びじゃないんだっ!（RCサクセション20周年記念、マガジンハウス、1990年）
- 日々の泡立ち 真説RCサクセション（インタビュー集、ロッキング・オン、1991年）
- 月刊カドカワ・1992年3月号「総力特集 清志郎の遺言」（角川書店、1992年）
- 生卵（忌野清志郎デビュー25周年記念 河出書房新社、1995年）
- ロック画報・2002年10号「特集 RCサクセションに捧ぐ」（ブルース・インターアクションズ、2002年）
- 別冊宝島 音楽誌が書かないJポップ批評 忌野清志郎のブルースを捜して（宝島社、2006年）

ほか